# 등유등

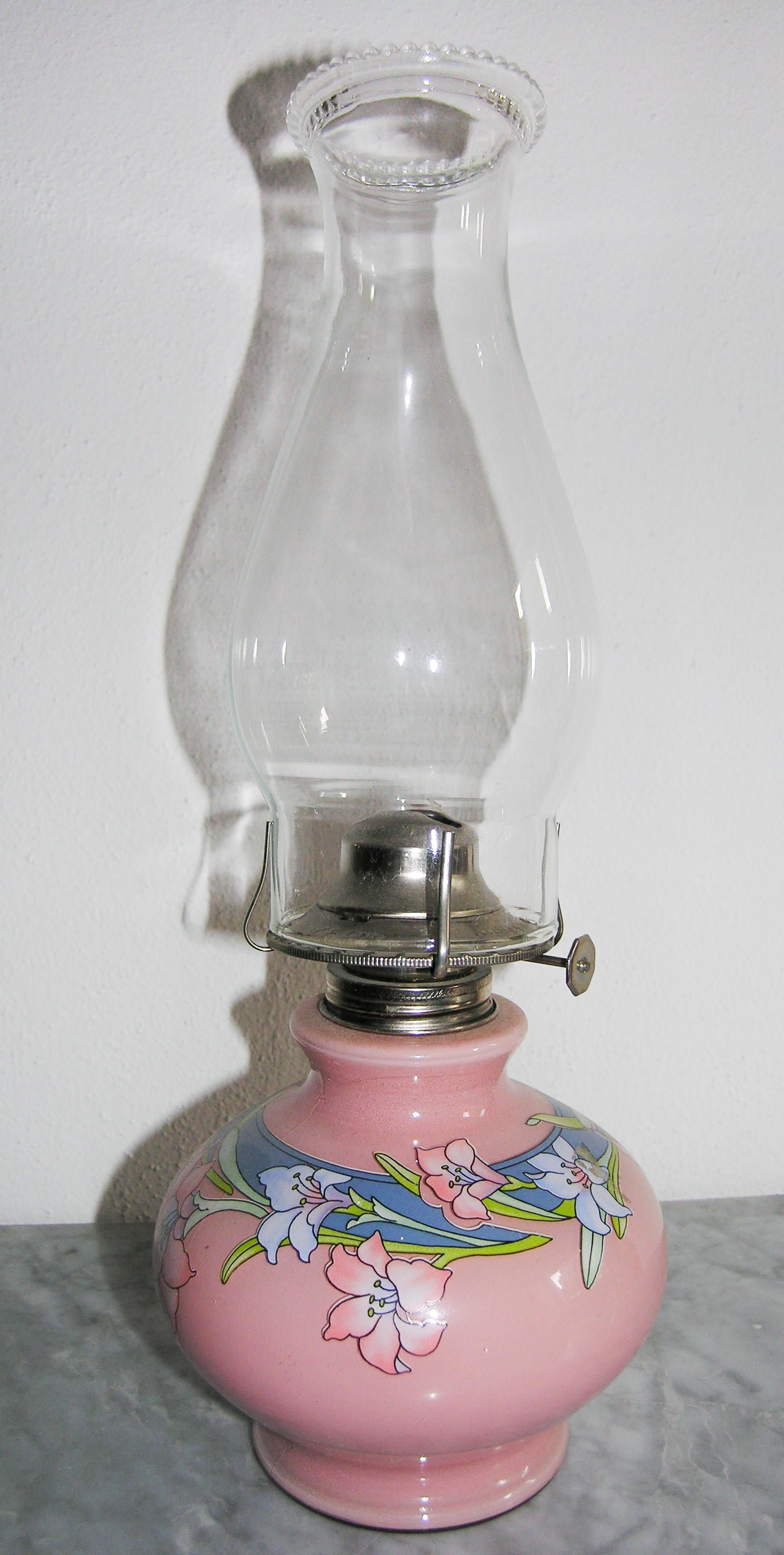
스위스 평면 심지 등유등. 오른쪽으로 튀어나온 손잡이는 심지를 조정하여 불의 크기를 조정한다.

등유등 또는 석유램프(kerosene lamp), 파라핀 램프(paraffin lamp)는 등유를 연료로 사용하는 조명 장치의 일종이다. 등유등에는 광원으로 심지나 맨틀이 있고 유리 굴뚝이나 구체로 보호된다. 램프는 테이블 위에 놓고 사용하거나 휴대용 랜턴을 휴대용 조명으로 사용할 수 있다. 호롱과 마찬가지로 농촌 전기가 공급되지 않는 지역, 정전 시 전기가 공급되는 지역, 캠프장 및 보트와 같이 전기가 없는 조명에 유용하다. 등유등에는 플랫 심지, 중앙 드래프트(관형 원형 심지) 및 맨틀 램프의 세 가지 유형이 있다. 휴대용 등유 랜턴은 평평한 심지를 갖고 있으며 데드플레임(Dead Flame), 핫블래스트(Hot-Blast), 콜드블래스트(Cold-Blast) 변형으로 만들어진다.
가압 등유등은 가스 맨틀을 사용한다. 이는 다른 제조업체들 사이에서 메트로맥스, 틸리 램프 또는 콜먼 램프로 알려져 있다. 심지형 램프보다 연료 단위당 더 많은 빛을 생성하지만 구성이 더 복잡하고 비용이 많이 들고 작동이 더 복잡하다. 수동 펌프는 공기에 압력을 가해 액체 연료를 저장소에서 가스실로 밀어 넣는다. 챔버에서 나오는 증기는 연소되어 맨틀을 가열하여 백열광을 내며 열을 제공한다.
등유등은 전기가 공급되지 않거나 가격이 너무 비싼 아프리카와 아시아의 시골 지역의 조명으로 널리 사용된다. 2005년 현재 등유 및 기타 연료 기반 조명 방법은 연간 약 770억 리터(200억 미국 갤런)의 연료를 소비하며 이는 하루 800만 기가줄(석유 환산 130만 배럴)에 해당한다. 이는 미국의 연간 제트 연료 소비량인 760억 리터(200억 미국 갤런)와 비슷하다.

## 같이 보기
- 양초
- 광원 목록
- R. E. 디츠 컴퍼니